# Cheiracanthium hypocyrtum
Cheiracanthium hypocyrtum es una especie de araña del género Cheiracanthium, familia Cheiracanthiidae, suborden Araneomorphae. Fue descrita científicamente por Zhang & Zhu en 1993.

## Distribución
Se distribuye por China.